# Neodiogmites atriapex
Neodiogmites atriapex is een vliegensoort uit de familie van de roofvliegen (Asilidae). De wetenschappelijke naam van de soort is voor het eerst geldig gepubliceerd in 1962 door Carrera & Papavero.